# Willi Münzenberg
Ne doit pas être confondu avec Denise Mützenberg.
Willi Münzenberg, né le 14 août 1889 à Erfurt et mort en 1940 à Montagne, près de Saint-Marcellin dans le département de l’Isère, est un militant communiste allemand, cadre de l'Internationale communiste, qui établit de nombreuses associations dans le but de favoriser la cause de l’URSS. 
Il est l'un des propagandistes les plus influents de l'Internationale communiste exerçant une forte attraction auprès d'un certain nombre d'intellectuels occidentaux avant-guerre. Il est particulièrement connu pour sa capacité à instrumentaliser l'antifascisme au service de l'État stalinien. 
Münzenberg finit néanmoins par rompre avec le communisme en raison des grandes purges de Staline durant les années 1930 et meurt de manière non élucidée en 1940. Il reste considéré comme un « génie de la propagande politique ».

## Biographie

### Jeunesse
Münzenberg est né le 14 août 1889 à Erfurt en Thuringe. Il est le fils d’un aubergiste, et grandit dans la pauvreté. Il commence son engagement au Parti social-démocrate d’Allemagne (SPD). Personnage brillant, il devient rapidement dirigeant de la jeunesse du parti. Lorsque le parti se fissure entre modérés socialiste et radicaux plus communistes, Münzenberg se range au côté de ces derniers. 
Pendant la Première Guerre mondiale, il refuse de s’engager dans l’armée allemande. Il s’enfuit à Zurich où il reste une majeure partie de la guerre.
Lors de son séjour en Suisse, Münzenberg restera très actif en politique au sein de la Jungburschen, ancêtre de la Jeunesse socialiste suisse. Le sentiment d'appartenance à la classe ouvrière étant plus forte que l'appartenance nationale, la Jungburschen fera même de Willi Münzenberg son secrétaire central. Lorsque le secrétariat de l'organisation internationale des jeunesses socialistes, qui deviendra plus tard l'IUSY, fut transféré en Suisse, il en devint le secrétaire, puis le secrétaire de l'Internationale des jeunes communistes (IJC) lorsque la Jungburschen y adhère. Dans le cadre de son poste de secrétaire de la Jugendbuchen, il rencontre Lénine avec qui il se lie d’amitié. Le futur homme d'État repère en lui de grandes qualités de propagandiste. Expulsé par la Suisse en 1917, il rejoint le mouvement spartakiste.
En 1918, Münzenberg est un des fondateurs du Parti communiste d'Allemagne. En tant que chef de l'Internationale des jeunes communistes (IJC), il en est aussi le délégué de la deuxième internationale communiste en 1920.

### Carrière politique

#### Débuts de propagandiste
Après la prise de pouvoir par les bolchéviques, il part pour Moscou en 1921, répondant à l'appel de Lénine. Celui-ci lui demande d'organiser la propagande. Son premier succès majeur est de collecter de l'argent et des vivres pour les victimes de la famine russe de 1921. Il fonde alors à Berlin un magazine populaire Sowjetrussland im Bild (la Russie soviétique en images). Bientôt, il crée les éditions Kosmos, qui ont pour but de populariser la connaissance de l’URSS en Allemagne et de créer des titres qui ciblent diverses couches de la société. Il lance l'Arbeiter Illustrierte Zeitung (AIZ), le Journal illustré des travailleurs allemands, qui devient le journal socialiste le plus couramment lu d’Allemagne, ainsi que d'autres titres populaires : Welt am Abend (le Monde Soir) en 1922, Der Weg der Frau (la Voie de la femme).
Pendant la République de Weimar, il acquiert la réputation d'un brillant propagandiste. En 1924, Münzenberg est élu comme député communiste au Reichstag et siège jusqu'à l'arrivée d'Hitler au pouvoir en 1933. Il est un des seuls chefs communistes d’origine ouvrière, ce qui lui donne un prestige important.

#### Münzenberg et les intellectuels d'Occident
En plus de cela, Münzenberg travaille secrètement avec le Komintern et la police secrète soviétique dans le but de faire progresser la cause communiste à l'étranger. D'après plusieurs analystes, la stratégie de Münzenberg consiste à imposer le communisme comme la seule véritable forme d'opposition au fascisme. Pour cela, il manipule des intellectuels et artistes occidentaux qu'il appelle « ses innocents »[réf. nécessaire], à savoir : Dos Passos, George Grosz, Malraux, Gide, Brecht, Hemingway, Aragon, Sinclair Lewis, Dashiell Hammett, Romain Rolland. L’essayiste Philippe Muray fait de lui une description qui mêle critique et admiration : « Manipulateur infatigable de tous les compagnons de route du bolchévisme. C’est lui, le maître d’œuvre du Soviéthon. Lui, le violoniste génial qui a su faire vibrer le stradivarius de la Vertu à travers l’Europe. » Stephen Koch affirme que Münzenberg met en œuvre l'idée de Staline : « Son objectif était de susciter chez les Occidentaux non communistes et bien pensants le préjugé politique qui allait dominer toute l’époque : la conviction que toute opinion favorable à la politique étrangère de l'Union soviétique était fondée sur les principes de l’honnêteté la plus élémentaire. » Pour l’historien François Furet, c’est « le grand chef d’orchestre du « compagnon de route » figure typique de l'univers communiste ». Furet cite le portrait que Manès Sperber fait de lui. « Münzenberg poussait des écrivains, des philosophes, des artistes de tout genre à témoigner, par leur signature, qu'ils se plaçaient au premier rang de combattants radicaux […] constituait ainsi des caravanes d'intellectuels qui n'attendaient qu'un signe de lui pour se mettre en route ; il choisissait aussi la direction. » Certaines sources affirment qu’il aurait eu une influence dans la création de l'École de Francfort. Ces théories peuvent être objet de controverses.

#### Lutte contre les pays occidentaux et fascistes
Münzenberg fonde de nombreuses organisations telle la ligue mondiale contre l’impérialisme, le Secours ouvrier international ou encore le fonds d’aide international aux travailleurs et l’« International Labor Defense » aux États-Unis, dans le but de propager les idées communistes. Il envoie un agent du Komintern et son adjoint, Otto Katz, aux États-Unis pour soutenir des organismes procommunistes et antinazis (Katz fondera plus tard la ligue antinazie d’Hollywood avec Dorothy Parker). Dans le but d’obscurcir ses opérations, Münzenberg crée de nombreuses organisations de façade qui en contrôlent d’autres. Les organismes de renseignement de l’ouest et des États fascistes utilisent le terme de « Münzenberg Trust ou compagnie » pour désigner ces différents organismes. Münzenberg profite de ces entreprises pour faire des investissements économiques. Il profite ainsi de la vie de luxe ce qui lui vaut le surnom de « Millionnaire rouge ».
Après avoir supervisé le traitement de l’affaire Sacco et Vanzetti par le Komintern, Münzenberg est responsable de la ligue contre l’impérialisme fondée à Bruxelles en 1927. Il parvient ensuite à son plus grand succès : il organise à Londres un contre-procès au cours duquel il soutient la thèse que l'incendie du Reichstag est un fait dû aux Nazis. Avec son personnel, il parvient à fabriquer des preuves assez convaincantes pour qu’elles soient acceptées par tous les historiens jusqu'en 1960. À cette période, le journaliste Fritz Tobias rouvre la controverse en démontrant que les preuves de Münzenberg sont fausses : il prouve que les tunnels qui avaient dû servir de passage aux nazis selon lui n'étaient que des conduites d’eau
Münzenberg vit de manière intermittente à Paris entre 1933 et 1940. Il a été suggéré que pendant ses années en France, il aurait eu un rôle dans le recrutement de Kim Philby (un agent double britannique à la solde du KGB), il n'y a cependant aucune preuve à cela. Les arguments de cette théorie consistent à dire que Philiby aurait été recruté par une des compagnies à savoir la « Société mondiale pour l’aide aux victimes du fascisme allemand » basée à Paris. 
En 1934, l'influence du propagandiste atteint les antipodes de la planète quand le Komintern envoie Egon Kisch (un écrivain tchèque) pour fonder une organisation et transmettre les idées du Komintern en Australie. Ce dernier est déclaré indésirable par le gouvernement australien, mais les preuves manquent pour le faire expulser. Cette tentative reste cependant par la suite un échec pour Kisch.

### Fin de vie et mort

#### Rupture avec Staline
Depuis 1928, le Komintern ne tolère plus de coopération avec les sociaux-démocrates et non seulement se démarque d'eux, mais les combat. Münzenberg propage alors la thèse du social-fascisme avec le slogan de la lutte « classe contre classe ». Par conséquent, au printemps 1934, dans la crise qui oppose Doriot et Thorez, il prend encore parti pour Thorez contre l'idée de Front populaire. Il documente ses efforts dans une lettre pour Moscou avec le titre : « Comment le magazine Unsere Zeit a mené le combat contre la social-démocratie et la deuxième internationale. »
Ce n'est que lorsque la réorientation tactique a lieu au cours de l'été 1935 avec le Septième congrès du Komintern que Münzenberg se joint aux nouvelles directives en tant que négociateur avec la Sopade (le Parti social-démocrate d'Allemagne (SPD) en exil). Bien qu'il ait connu un certain succès avec le Cercle Lutetia, il ne pouvait donner à ses publications aucun caractère communiste, la critique venant du KPD étant forte. À l'inverse, lors d'une entrevue en février 1936 avec le conseil Sopade à Prague, Münzenberg fait connaître ses réserves quant à la tactique du Front populaire du comité central du KPD, malheureusement en présence du journaliste Georg Bernhard, qui transmet l'information par le biais d'Heinrich Mann à Moscou, un événement majeur qui mène Münzenberg sur le chemin de l'exclusion du parti.
Jusqu'en 1936, Münzenberg reste fidèle au Komintern et à sa politique étrangère. Il est tout à fait au courant des crimes massifs staliniens, est témoin de la construction du canal de Moscou où vingt-deux mille travailleurs forcés perdent la vie et d'une multitude d'autres massacres. Il reste malgré cela fidèle à Staline. En 1936, il exprime une critique prudente à l'égard des procès de Moscou contre Zinoviev, Kamenev et d'autres personnalités communistes. Après une citation à comparaître à la Commission de contrôle international (IKK), récemment fondée par Staline pour épurer l'appareil du Komintern, Münzenberg évite tout voyage à Moscou, en dépit des exhortations répétées de son camarade du parti Walter Ulbricht, redoutant d’être une victime supplémentaire des purges de Staline. 
Il continue à travailler pour la cause « antifasciste » à travers l’ouest de l'Europe mais il est supplanté par Otto Katz comme animateur de la politique de désinformation en Occident. Il joue un rôle dans le recrutement des brigades internationales qui vont combattre en Espagne dans le camp des républicains. Cependant, en 1937, la situation se complique : Walter Ulbricht et Paul Merker l'avaient remplacé en mai 1937 au Comité du Front populaire auquel il avait participé activement jusqu'au printemps. Walter Ulbricht l'accuse de trotskysme. À l'automne de 1937, une « enquête » est lancée contre lui. Les rumeurs croissantes sur le conflit de Münzenberg avec le Komintern attirent également l'attention des médias. En 1938, il est officiellement exclu du Parti communiste allemand et fait l’objet de nombreuses accusations. 
Il s'oppose alors pour la première fois à Staline de manière ouverte. Il fonde un nouveau journal d'opposition Die Zukunft (« Le Futur »). Il s'insurge notamment contre le Pacte germano-soviétique, comme de nombreux intellectuels juifs jusque-là pro-soviétiques et qui ne comprennent pas l'alliance de Staline avec un État ouvertement antisémite. En 1939, il fonde un nouveau parti appelé Freunde der sozialistischen Einheit (les Amis de l'Unité Socialiste).

#### Circonstances de décès
Mais les événements s’accélèrent pour Münzenberg. Ses plus fidèles collaborateurs Karl Radek, Heinz Neumann et nombre de communistes allemands sont assassinés ou envoyés au goulag. Sa belle-sœur Margarete Buber-Neumann est emprisonnée à Karaganda ; finalement, le NKVD décide de la livrer à Hitler sauvant ainsi sa vie par mégarde,,. Après avoir passé la guerre dans le camp de concentration allemand de Ravensbrück, celle-ci parvient à s’échapper avec l’avancée des troupes alliées.
Après l'invasion de la Belgique le 10 mai 1940, le gouvernement de Paul Reynaud décide l'internement de tous les ressortissants allemands réfugiés en France. Münzenberg et Babette Gross rejoignent le stade de Colombes, en région parisienne. Babette est orientée vers le camp de Gurs dans les Basses-Pyrénées. Willi est dirigé vers le camp de Chambaran, dans le département de l'Isère. Sur place, il se lie d’amitié avec un prisonnier communiste qui lui propose de profiter du chaos de l’armistice pour s’échapper. Certaines sources mènent à penser que son nouvel ami est en fait un agent du NKVD, sous les ordres d'Amaïak Koboulov. Devant l'avance de l'armée allemande, le camp de Chambaran est évacué le 20 juin à trois heures du matin. Pendant le transfert des internés vers le camp du Cheylard en Ardèche, Münzenberg et quelques autres faussent compagnie à leurs gardes.
Le 17 octobre 1940, dans un bois du village de Montagne, près de Saint-Marcellin, des chasseurs découvrent le corps de Münzenberg partiellement décomposé au pied d’un chêne, une corde autour du cou. La gendarmerie de Saint-Marcellin fait une enquête, le médecin de service délivre le permis d'inhumer et le dossier est peu après « classé suicide » par le parquet. D’après les témoignages de ses amis du camp, Münzenberg ne semblait pas déprimé lors de son séjour, ce qui laisse à penser qu’il a été assassiné par le NKVD sur ordre de Staline. Aujourd'hui la thèse de l'assassinat politique semble largement partagée. Cependant le retour aux témoignages d'époque, la prise en compte du contexte local et l'absence de preuves ne permettent pas de formuler autre chose que des suppositions.

## Publications
- Die Sozialistische Jugendinternationale, préface de Clara Zetkin, Berlin, Verlag Junge Garde, Berlin 1919
- Erobert den Film! Winke aus der Praxis für die Praxis proletarischer Filmpropaganda, Berlin, Neuer Deutscher Verlag, 1925
- Fünf Jahre Internationale Arbeiterhilfe, Berlin, Neuer Deutscher Verlag, 1926
- Die dritte Front : Aufzeichnungen aus 15 Jahren proletarischer Jugendbewegung, Berlin, Neuer Deutscher Verlag, 1930
- Solidarität, zehn Jahre Internationale Arbeiterhilfe, 1921-1931, Berlin, Neuer Deutscher Verlag, 1931
- Livre brun sur l'incendie du Reichstag et la terreur hitlérienne, préface de Me de Moro-Giafferi, Paris, Éditions du Carrefour, 1933
- Weissbuch über die Erschießungen vom 30. Juni 1934, Paris, Éditions du Carrefour, 1934 (publication sous anonymat)
- Propaganda als Waffe, Paris, Éditions du Carrefour, 1937
- La propagande hitlérienne, instrument de guerre, Strasbourg, Éditions Sébastien Brant, 1938